# Elsa Bielitz
Elsa Bielitz (* um 1875 in Berlin; † nach 1907) war eine deutsche Theaterschauspielerin.

## Leben
Bielitz, die Tochter eines preußischen Offiziers, nahm, angeregt durch eifrigem Verkehr mit hervorragenden Künstlern, dramatischen Unterricht bei Heinrich Oberländer und widmete sich der Bühne.
Sie begann ihre Laufbahn 1895 am Hoftheater in Schwerin als „Sophie“ in Wie die Alten sungen, kam dann 1897 ans Stadttheater am Brausenwerth in Elberfeld (Antrittsrolle „Hermione“ in Wintermärchen), 1898 ans Residenztheater in Hannover (Antrittsrolle „Ottilie“ in Wohltätige Frauen) und folgte dort 1900 einem Rufe an das Leipziger Stadttheater, wo sie als „Frau von Pöchlar“ in Goldfische debütierte.
Sie spielte natürlich, temperamentvoll, und mit solch wirklich schauspielerischen Können, dass man stets bemüßigt war, das Talent der jungen Künstlerin lobend anzuerkennen.
Bis mindestens 1906 war Bielitz am Deutschen Theater in Bremen engagiert. 1907 trat sie unter dem Namen Elsa Bielitz-Ferdinand auf.